# Yaman (serial)
Yaman (Titlul turcesc original - Medcezir; lit. „Maree”, English: "Tide") este un serial turcesc realizat de Ece Yörenç. În serial joacă actorii Cağatay Ulusoy, Serenay Sarıkaya, Hazar Ergüçlü, Taner Ölmez, Mine Tugay și Barış Falay.